# 村越真
村越 真（むらこし しん、1960年4月30日 - ）は、日本の心理学者（博士（心理学））。日本におけるオリエンテーリングの第一人者。静岡大学教授、日本オリエンテーリング協会顧問。専門は、スポーツ心理学、認知心理学。

## 概要
南極地域観測隊員の村越望を父に持ち、14歳の時にオリエンテーリングと出会う。日本のオリエンテーリングの大会での最高峰に位置づけられている「全日本オリエンテーリング大会」における、最難クラス「HE」（1984年からは「H21E」、1996年からは「M21E」）において、1980年の第6回大会を制し、その後、1994年の第20回大会まで15連覇の偉業を達成する。その後、1996年の第22回大会から2000年の第26回大会まで5連覇、そして2002年の第28回大会、2003年の第29回大会と連覇した。全日本オリエンテーリング大会での通算22勝というのは前人未到の記録である。
全日本オリエンテーリング大会での優勝記録の他にも、1986年と1996年のオリエンテーリングでのアジア環太平洋チャンピオンになっている。

## 来歴

### 学歴
- 1979年 東京学芸大学附属教育学部高等学校卒業
- 1983年 東京大学工学部都市工学科卒業
- 1985年 東京大学大学院工学系研究科修士課程修了
- 1987年 筑波大学大学院体育学研究科修士課程修了
- 1988年 筑波大学大学院心理学研究科博士課程中退
- 1995年 筑波大学より博士（心理学）の学位を取得

### 職歴
- 1988年 静岡大学教育学部講師
- 1990年 静岡大学教育学部助教授
- 2003年- 静岡大学教育学部教授
- 2008年4月- 静岡大学防災総合センター（併任）
- 2013年4月ｰ2015年3月 静岡大学教育学部附属静岡小学校校長[1]

## 活動

### 過去
- 国際オリエンテーリング連盟 理事
- 日本学生オリエンテーリング連盟 会長
- 静岡県オリエンテーリング協会 理事
- 静岡県体育協会 スポーツ科学委員
- 5万分の1地形図新図式検討委員会 委員
- 日本オリエンテーリング協会 副会長

### 現在
- 日本オリエンテーリング協会 代表理事副会長[2]
- 日本体育協会 評議員
- 日本オリンピック委員会 総務委員
- NPO法人 Map, Navigation, and Orienteering Promotion 理事長
- 文部科学省登山研修所 調査専門委員（2006年－）
- 日本アウトワード・バウンド協会 安全委員会委員
- 静岡市スポーツ振興審議会 会長

### 所属クラブ
- トータス（現・NPO法人オリエンテーリングクラブ トータス）
- 東京オリエンテーリングクラブ
- 東京大学オリエンテーリングクラブ
- 城南オリエンテーリング同好会
- 静岡オリエンテーリングクラブ

### 戦績
全日本大会歴代優勝者も参照。
| 年   | 大会                               | 開催年月日    | 場所                                                         | クラス | 結果   |
| ---- | ---------------------------------- | ------------- | ------------------------------------------------------------ | ------ | ------ |
| 1979 | 第6回全日本オリエンテーリング大会  | 1980年3月23日 | 山梨県鳴沢村                                                 | HE     | 優勝   |
| 1980 | 第7回全日本オリエンテーリング大会  | 1981年3月22日 | 岐阜県富加町                                                 | HE     | 優勝   |
| 1981 | 第8回全日本オリエンテーリング大会  | 1982年3月21日 | 和歌山県和歌山市                                             | HE     | 優勝   |
| 1982 | 第9回全日本オリエンテーリング大会  | 1983年3月20日 | 千葉県山武郡山武町                                           | HE     | 優勝   |
| 1983 | 第10回全日本オリエンテーリング大会 | 1984年3月25日 | 山口県油谷町・日置町                                         | HE     | 優勝   |
| 1984 | 第11回全日本オリエンテーリング大会 | 1985年3月24日 | 岩手県一関市                                                 | H21E   | 優勝   |
| 1985 | 第12回全日本オリエンテーリング大会 | 1986年3月23日 | 愛知県岡崎市                                                 | H21E   | 優勝   |
| 1986 | 第13回全日本オリエンテーリング大会 | 1987年3月21日 | 埼玉県越生町                                                 | H21E   | 優勝   |
| 1987 | 第14回全日本オリエンテーリング大会 | 1988年4月24日 | 山梨県北巨摩郡長坂町・小淵沢町・大泉村、長野県諏訪郡富士見町 | H21E   | 優勝   |
| 1988 | 第15回全日本オリエンテーリング大会 | 1989年3月26日 | 福島県二本松市                                               | H21E   | 優勝   |
| 1989 | 第16回全日本オリエンテーリング大会 | 1990年3月25日 | 石川県小松市                                                 | H21E   | 優勝   |
| 1990 | 第17回全日本オリエンテーリング大会 | 1991年3月24日 | 静岡県富士市                                                 | H21E   | 優勝   |
| 1991 | 第18回全日本オリエンテーリング大会 | 1992年3月22日 | 岐阜県美濃加茂市・加茂郡富加町                               | H21E   | 優勝   |
| 1992 | 第19回全日本オリエンテーリング大会 | 1993年3月21日 | 島根県安来市                                                 | H21E   | 優勝   |
| 1993 | 第20回全日本オリエンテーリング大会 | 1994年3月20日 | 三重県伊勢市                                                 | H21E   | 優勝   |
| 1994 | 第21回全日本オリエンテーリング大会 | 1995年3月26日 | 栃木県矢板市                                                 | H21E   | 準優勝 |
| 1995 | 第22回全日本オリエンテーリング大会 | 1996年3月24日 | 奈良県菟田野町・大宇陀町                                     | H21E   | 優勝   |
| 1996 | 第23回全日本オリエンテーリング大会 | 1997年3月23日 | 山梨県富士吉田市・忍野村・山中湖村                           | M21E   | 優勝   |
| 1997 | 第24回全日本オリエンテーリング大会 | 1998年3月22日 | 広島県東城町                                                 | M21E   | 優勝   |
| 1998 | 第25回全日本オリエンテーリング大会 | 1999年3月21日 | 愛知県瀬戸市                                                 | M21E   | 優勝   |
| 1999 | 第26回全日本オリエンテーリング大会 | 2000年3月26日 | 福岡県宗像市・宮田町                                         | M21E   | 優勝   |
| 2000 | 第27回全日本オリエンテーリング大会 | 2001年3月25日 | 宮城県利府町                                                 | M21E   | 優勝   |
| 2001 | 第28回全日本オリエンテーリング大会 | 2002年3月24日 | 京都府京都市                                                 | M21E   | 7位    |
| 2002 | 第29回全日本オリエンテーリング大会 | 2003年3月23日 | 新潟県村松町                                                 | M21E   | 優勝   |

## 著作

### 単著
- 『村越真の実践オリエンテーリング講座』日本オリエンテーリング協会、1994年。
- 『オリエンテーリング・ディレクター養成科目テキスト』日本オリエンテーリング協会、2001年。
- 『道迷い遭難を防ぐ最新読図術 道迷いの心理とナヴィゲーション技術』山と溪谷社、2001年1月1日。ISBN 978-4635200035。
- 『方向オンチは人生オンチ!? なりたい自分へたどりつくための方向感覚の磨き方』サンマーク出版、2002年4月。ISBN 978-4763194299。
- 『子どもたちには危険がいっぱい 自然体験活動から「危険を見ぬく力」を学ぶ』山と溪谷社、2002年8月。ISBN 978-4635520003。
- 『最新GPS活用術 ナビゲーションマイスターになる』山と溪谷社、2003年3月1日。ISBN 978-4635150217。
- 『方向オンチの謎がわかる本 人はなぜ地図を回すのか?』集英社、2003年5月。ISBN 978-4087812282。
- 『地図が読めればもう迷わない 街からアウトドアまで』岩波書店、2004年1月7日。ISBN 978-4007000973。
- 『山岳読図大全』山と渓谷社〈山岳大全シリーズ〉、2011年10月21日。ISBN 978-4635140164。
- 『なぜ人は地図を回すのか 方向オンチの博物誌』角川学芸出版〈角川ソフィア文庫〉、2013年6月21日。ISBN 978-4044052201。

### 共著
- 有吉正博、村越真『トレイルランニング入門 森を走ろう』岩波書店、2005年4月15日。ISBN 978-4000241311。
- 村越真、宮内佐季子『最新読図ワークブック クイズ形式で楽しみながらナビゲーション力がアップ!』山と溪谷社、2007年8月1日。ISBN 978-4635154017。
- 村越真、若林芳樹『GISと空間認知 進化する地図の科学』古今書院、2008年4月。ISBN 978-4772241151。
- 有吉正博、村越真、鏑木毅『トレイルランニング 入門からレースまで』岩波書店、2010年5月22日。ISBN 978-4000241502。
- 村越真、小泉成行『山岳ナビゲーション』エイ出版社〈OUTDOOR POCKET MANUA〉、2011年7月22日。ISBN 978-4777920433。
- 村越真、長岡健一『山のリスクと向き合うために 登山におけるリスクマネジメントの理論と実戦』東京新聞、2015年6月15日。ISBN 978-4808310035。
- 村越真、宮内佐季子『山岳読図ナヴィゲーション大全』山と溪谷社、2017年12月18日。ISBN 978-4635043861。

### 翻訳
- P.チャンス、T.G.ハリス『頭の働きを科学する 学習・記憶・脳』海保博之・村越真・高田理孝・古川聡（翻訳）、マグロウヒル出版、1991年10月。ISBN 978-4895014335。
- P.チャンス、T.G.ハリス『心の働きを科学する 感情・性格・心理療法』海保博之・村越真・次良丸睦子・渡辺弥生（翻訳）、マグロウヒル出版、1991年10月。ISBN 978-4895014328。